# Samejima Shigeo
Samejima Shigeo est un nom japonais traditionnel ; le nom de famille (ou le nom d'école), Samejima, précède donc le prénom (ou le nom d'artiste).
Le baron Samejima Shigeo (鮫島重雄) (21 octobre 1849 - 21 juillet 1940) est un général de l'armée impériale japonaise.

## Biographie
Samejima est le plus jeune fils d'un samouraï du domaine de Satsuma (actuelle préfecture de Kagoshima). Il rejoint la nouvelle armée impériale japonaise en 1871 et gravit les échelons jusqu'à devenir caporal en juin 1873. Il entre à l'académie de l'armée impériale japonaise en mars 1874 et est nommé enseigne à la garnison de Tokyo. Il participe à l'expédition de Taïwan de 1874 et est promu sous-lieutenant. Il combat lors de la répression de la rébellion de Satsuma en 1877 et est promu lieutenant dans le génie militaire de la 1re brigade d'infanterie. En mars 1879, il est nommé à l'État-major de l'armée impériale japonaise et promu capitaine en avril 1881. Il sert ensuite à divers postes d'État-major, comme à la garde impériale du Japon et comme vice-commandant de l'école militaire impériale du Japon. Il participe à la première guerre sino-japonaise de 1894-1895 et est promu major-général en septembre 1897.
En avril 1900, Samejima est commandant de la forteresse de Yura et en mai 1902, il devient commandant de la forteresse de la baie de Tokyo, devenant lieutenant-général en septembre 1904. En décembre 1904, il est nommé commandant de la nouvelle 11e division et est envoyé sur la ligne de front comme renfort à la 3e armée du général Nogi Maresuke lors du siège de Port-Arthur pendant la guerre russo-japonaise. La 11e division devient ensuite le cœur de la nouvelle 5e armée à la bataille de Mukden. En avril 1906, il est décoré du Grand cordon de l'ordre du Soleil levant et en juin 1906, il devient commandant de la 14e division.
En septembre 1907, Samejima reçoit le titre de baron (danshaku) selon le système de noblesse kazoku. En septembre 1911, il est promu général et entre dans la réserve la même année. Il se retire officiellement en avril 1916. Il n'a pas d'enfants et son titre de baron s'éteint à sa mort en 1928.